# Smilax walteri
Smilax walteri é uma espécie do gênero Smilax.  

## Taxonomia
A espécie foi descrita em 1813 por Frederick Traugott Pursh. 